# Zwei kleine Italiener
Zwei kleine Italiener ist ein Schlager, der von Christian Bruhn komponiert und von Georg Buschor getextet wurde. Die Sängerin der Originalfassung aus dem Jahre 1962 ist Conny Froboess.

## Hintergrund

### Geschichte

Single Zwei kleine Italiener von Conny Froboess, Auflage (Ende 1962) mit Hinweis auf den Film Mariandls Heimkehr

Single 2 kleine Italiener von Conny Froboess, Wiederveröffentlichung (1980er Jahre)

Der Titel wurde am 28. November 1961 zusammen mit dem Titel Hallo, Hallo, Hallo (Text und Musik: Horst Dempwolff) im Electrola-Studio in Köln aufgenommen. Beide Titel wurden neben 22 weiteren Schlagern von einer Jury aus über 200 Vorschlägen ausgewählt, um im Januar und Februar 1962 bei den Vorentscheidungen zu den Deutschen Schlager-Festspielen 1962 teilzunehmen. Zwei kleine Italiener qualifizierte sich für das Finale und gewann den Wettbewerb am 17. Februar 1962. In Deutschland hielt sich Conny Froboess’ Single mit der B-Seite Hallo, hallo, hallo vom 16. März bis 19. April 1962 auf Platz 1 der Charts.
1962 war der Sieg bei den Festspielen einmalig mit der Qualifikation zum Grand Prix Eurovision de la Chanson Européenne 1962 verbunden, der am 18. März 1962 in Luxemburg ausgetragen wurde. Als einer von insgesamt 16 Teilnehmern blieb der Titel im oberen Mittelfeld und erreichte dort den sechsten Platz. Im April 1962 stand Froboess abermals im Kölner Studio der Electrola, um das Lied in einer italienischen (Un bacio all’italiana)  und einer niederländischen Fassung (Twee kleine Italianen)  aufzunehmen. Am 8. April folgte im EMI-Studio in London die Aufnahme der englischen Fassung (Gino)  auf ein Playback des Orchesters von Norrie Paramor.
Vor allem in den Benelux-Staaten, wo Froboess bereits vorher erfolgreich gewesen war, erzielte die Sängerin ebenfalls kommerzielle Erfolge. Außerdem nahmen Interpreten anderer Länder den Titel in verschiedenen Sprachen auf und landeten dort zum Teil Verkaufserfolge. Während die im Juli 1962 veröffentlichte Single in Deutschland bis Dezember 1962 über 500.000 Exemplare verkaufte, gingen europaweit insgesamt 1.225.000 Singles über die Ladentheke.
Wie damals üblich, veröffentlichten unmittelbar nach der Erstveröffentlichung durch Columbia (EMI) noch weitere Plattenfirmen eigene Versionen des Hits. Bis auf die Fassung des dänischen Gesangsduos Jan & Kjeld, die bei Ariola erschien, gelang es der Konkurrenz nicht, an den Erfolg des Originals anzuschließen. Die große Anzahl der Versionen kann jedoch als Indiz für die Popularität des Liedes betrachtet werden. Froboess sang das Lied auch 1962 im österreichischen Spielfilm Mariandls Heimkehr.
Neuere Coverversionen stammen von Roger Cicero, der diesen Titel bei der deutschen Vorentscheidung zum Eurovision Song Contest 2007 im Swing-Stil sang, und der Gruppe Wind sowie dem Musicaldarsteller Bruno Grassini. André Rieu und Mirusia Louwerse sangen das Stück ebenfalls.

### Text
Zwei kleine Italiener gilt als das erste Lied, das die Thematik der Gastarbeiter aufgegriffen hat. Während damalige Schlagertexte ansonsten die Realität mit einer textlich-sehnsüchtigen Unwirklichkeit überhöhten, traf Zwei kleine Italiener genau den Zeitnerv. Einerseits gehörten italienische Gastarbeiter zum normalen Alltagsleben, andererseits hatten die Deutschen Italien längst als Reiseland entdeckt.

## Diskografie (Auswahl)

### Singles von Conny Froboess
(A-Seite / B-Seite)
- Conny Froboess: Zwei kleine Italiener / Hallo, hallo, hallo (1962; Columbia)
- Conny Froboess: Un bacio al’italiana / Hallo, hallo, hallo (italienische Fassung) (1962; Columbia)
- Conny: Twee kleine Italianen / Hallo, hallo, hallo (niederländische Fassung) (1962; His Master’s Voice)
- Conny: Gino / Midi-Midinette (englische Fassung) (1962; Columbia)

### Weitere deutschsprachige Singles und EPs
- Romy Baumner & Bob Gerry: Zwei kleine Italiener / Geld wie Heu (1962; Discofoon)
- Blue Capris: Zwei kleine Italiener / Am Kai der großen Sehnsucht (1962; Polydor)
- Betty Franken: Zwei kleine Italiener / Tanze mit mir in den Morgen (1962; Expo)
- Gitta & Alexander Gordon: Zwei kleine Italiener / Du spielst ’ne tolle Rolle / Eine Rose aus Santa Monica / Happy Birthday, Josefine (1962; Tip)
- Bruno Grassini: Un bacio all’italiana / Tra cieleo e mare (2010; Nordstern Musik)
- Jan & Kjeld: Zwei kleine Italiener / Kommen Sie mal nach Kopenhagen (1962; Ariola)
- Charlotte Marian: Zwei kleine Italiener / Elisabeth-Serenade (1962; Tempo)
- Mary Roos: Zwei kleine Italiener / Ich schau den weißen Wolken nach (1962; Weltmelodie)
- Die Sunnies und das Cornel-Trio: Zwei kleine Italiener / Eine Rose aus Santa Monica (1962; Telefunken)
- Ines Taddio: Zwei Kleine Italiener (1963; Qualiton)

### Weitere fremdsprachige Singles und EPs
- Connie Francis: Un bacio all’Italiana / Torna, Torna Amore (italienisch) (1962; MGM)
- Monika Aspelund: Tina Ja Marina / Hallo, Hallo, Hallo (finnisch) (1962; Parlophone)
- Tuula ja Paula: Tina Ja Marina / Tuutulaulu (finnisch) (1962; Philips)
- Colette Deréal: Sonne, sonne donc / Cheveux fous et lèvres roses / Un moral de plomb / Puisque l’on s’aimera (französisch) (1962; Polydor)
- De Gema's: Twee kleine Italiaantjes / Doe Eens Mee (Bring Her Out Again) (niederländisch) (1962; CNR)
- Lars Lönndahl: Midnatts-Tango / Tina och Marina / Tipi-Tii / Regnet kommer snart (schwedisch) (1962; RCA)

### Instrumentalversionen
- Will Glahé's Bohème Ballhouse Band - Zwei kleine Italiener (1962; Decca)

## Sonstiges
- Beim Eurovision Song Contest bekam der Titel keinen einzigen Punkt aus Italien.
- Bei der niederländischen Version des Liedes handelt es sich um eine Übersetzung des deutschen Textes. Bei der englischen Fassung handelt es sich um eine Liebesgeschichte, bei der italienischen und französischen geht es um verschiedene Arten von Küssen.
- Zwei kleine Italiener war die erste Single von Cornelia Froboess, die unter dem Namen Conny Froboess erschien. Auf den vorherigen Singles nannte sie sich ab 1958 Conny und vorher Die kleine Cornelia.
- In der Hörfunk-Comedysendung Frühstyxradio des niedersächsischen Privatsenders Radio ffn ist der Titel Erkennungsmelodie einer gleichnamigen Sketchreihe, die von zwei Italienern handelt, welche in Niedersachsen eine Pizzeria führen und wo kein Klischee über italienische Männer ausgelassen wird.
- Der Schlager erschien im Kinofilm Mariandls Heimkehr (Premiere: 11. Oktober 1962).
- Der bayerische Musikkabarettist Fredl Fesl spielte bei Live-Aufführungen des Leopoldi-Klassikers Schnucki, ach Schnucki häufig die Hauptmelodie von Zwei kleine Italiener an.[6]